# Eric Sverne
Eric Wallentin Sverne, född 28 juli 1890 i Karlskrona, död 16 juni 1950 i Stockholm, var en svensk ämbetsman. Han var far till  Tor Sverne.
Sverne avlade juris kandidatexamen i Lund 1914, genomförde tingstjänstgöring i Norra Hälsinglands domsaga 1915–1917, blev extra länsnotarie i Jönköping 1917, extra advokatfiskal i Kammarkollegiet 1921 och sekreterare vid samma myndighet 1929. Han var föredragande i Regeringsrätten 1926–1933, utnämndes 1935 till krigsråd och var expeditionschef i Försvarsdepartementet 1936–1939 (tillförordnad 1934–1936), tillförordnad landshövding i Malmöhus län 1940–1943 samt generaldirektör och chef för Kammarkollegiet 1944–1950.

## Utmärkelser
- Riddare av Nordstjärneorden, 1933.[2]
- Kommendör av andra klassen av Nordstjärneorden, 5 juni 1937.[3]
- Kommendör av första klassen av Nordstjärneorden, 6 juni 1940.[4]